# Kozia Wieś
Kozia Wieś – wieś sołecka w Polsce położona w województwie świętokrzyskim, w powiecie włoszczowskim, w gminie Krasocin.
| SIMC    | Nazwa   | Rodzaj     |
| ------- | ------- | ---------- |
| 0245782 | Futerał | przysiółek |
| 0245799 | Lasek   | przysiółek |
| 0245807 | Poręby  | przysiółek |

W latach 1975–1998 wieś administracyjnie należała do województwa kieleckiego.